# Dennis (zespół muzyczny)
Dennis – polska grupa muzyczna wykonująca disco polo, założona jesienią 1994 roku przez Jacka Krupińskiego i Leszka Śmieszka. Później do tego zespołu dołączył Krzysztof Leśnik. Wydali do tej pory trzy albumy, z takimi utworami jak: „Marzenie”, „Po prostu Ty”, „Miłość i łzy”, „Zimny drań”, „Powiem Ci jedno”, „Ładne oczy twe” i wiele innych. W 1998 roku na III Ogólnopolskim Festiwalu Muzyki Disco Polo w Ostródzie otrzymali nagrodę za zespół roku.
W 2001 roku zespół zawiesił działalność i skupił się na innych formach aktywności muzycznej. Siedem lat później zespół zreaktywował się w składzie Krzysztof Leśnik i Marek „Muhha” Muszyński. Wydali poprockową płytę pt „Zwariowałem” pod szyldem „I.Q”. W 2010 roku wydali płytę pt. „Chcę więcej”. W 2012 roku podczas XVII Festiwalu Muzyki Tanecznej w Ostródzie zespół zaprezentował się pod nową nazwą Denni&Lejdis. W 2014 zespół Dennis zakończył działalność muzyczną, a Krzysztof Leśnik rozpoczął solową karierę muzyczną. Dwa lata później zespół znowu został reaktywowany i zaśpiewał piosenkę „Wyspa”.

## Dyskografia
- Marzenia (lato 1996)[1][5]
- Ty Po Prostu Ty (wiosna 1998)[1][6]
- Zwariowałem (2007) – Jako zespół I.Q
- Chcę więcej (2010)[7]
- Wyspa (24 października 2018)